# Die Stimme der Heimat
Die Stimme der Heimat ist das zehnte Studioalbum des österreichischen Schlagersängers Freddy Quinn, das 1965 im Musiklabel Polydor (Nummer 237 481) erschien und vor allem deutsche Volkslieder beinhaltete. Es konnte sich auf Platz zehn der deutschen Albumcharts platzieren. Singleauskopplungen wurden keine produziert.

## Titelliste
Das Album beinhaltet folgende 14 Titel:
- Seite 1

1. Nun ade, du mein lieb’ Heimatland (Volkslied, bearbeitet von Lotar Olias)
2. In einem kühlen Grunde (Text von Joseph von Eichendorff, Melodie von Friedrich Glück, bearbeitet von Lotar Olias)
3. Kleines Dorf in der Heide (geschrieben von Erik Wallnau und Lotar Olias)
4. Im schönsten Wiesengrunde (Volkslied, bearbeitet von Walter Heyer)
5. Sah ein Knab’ ein Röslein stehn (Text von Johann Wolfgang von Goethe, Melodie von Heinrich Werner, bearbeitet von Lotar Olias)
6. Horch, was kommt von draußen rein (Volkslied, bearbeitet von Walter Heyer)
7. Die Stimme der Heimat (geschrieben von Hans Pflanzer und Lotar Olias)

- Seite 1

1. Lustig ist das Zigeunerleben (Volkslied, bearbeitet von Walter Heyer)
2. Weißt du, wie viel Sternlein stehen (Volkslied, bearbeitet von Lotar Olias)
3. Du, du liegst mir im Herzen (Volkslied, bearbeitet von Lotar Olias)
4. Am Brunnen vor dem Tore (Text von Wilhelm Müller, Melodie von Franz Schubert, bearbeitet von Lotar Olias)
5. So leb denn wohl, du stilles Haus (Volkslied, bearbeitet von Lotar Olias)
6. Im grünen Wald, da wo die Drossel singt (Volkslied, bearbeitet von Walter Heyer)
7. Kein schöner Land (Volkslied, bearbeitet von Lotar Olias)

## Charts und Chartplatzierungen
| ChartsChartplatzierungen | Höchstplatzierung | Wochen |
| ------------------------ | ----------------- | ------ |
| Deutschland (GfK)        | 10 (20 Wo.)       | 20     |